# 켄 오스터브룩
켄 오스터브룩(Ken Oosterbroek, 1962년 2월 14일 - 1994년 4월 18일)은 남아프리카 공화국의 사진기자이자 뱅뱅 클럽의 멤버였다. 그는 남아프리카에서 가장 큰 일간지였던 요하네스버그의 The Star에서 근무했으며, 사진 작품들로 수많은 상을 받았다.

## 생애
오스터브룩은 남앙골라에서 병역 의무를 수행할 때 불법적으로 찍은 사진들로 사진 작가로의 삶을 시작했다. 1989년에 Ilford 상(올해의 남아프리카 보도사진작가)을 수상하며 첫 성공을 얻었다. 이에 대해서 그는 다음과 같이 썼다.

그리고 아침엔 이러한 종류의 공허함이나 지금 느끼고 있는 것 같은 것은 더 이상 그리 중요하지 않았습니다. 나는 그것을 받았고, 그것은 역사이고, 공식적으로 기록되며, 내 머리는 이제 한 가지에 매달리는 목표에서 자유롭습니다. 이젠 정말로 그걸 내버릴 수 있습니다. 내게 그걸 찢어버릴 틈을 주시겠습니까? 하지만, 실제의 무언가를 찍을 틈을 주었으면 합니다. 실제로, 일어나는, 삶. 관련된 작업. 아드레날린이 차오르고 눈을 깜빡이지도 않고 두뇌가 파워하우스 사진의 가능성과 잠재력으로 돌아갈 수 있게 할 무언가를. 나는 사진가입니다. 나를 놓아주세요.

그는 1991년에 또 한 번 올해의 남아프리카 보도사진작가로 지명되었다. 그리고 그 해 8월, The Star의 수석 사진작가가 되었다.

## 죽음
오스터브룩은 요하네스버그에서 동쪽으로 25km(16마일) 정도 떨어져있는 토코자 마을에서 평화유지군에 의해 총상을 입고 사망하였다. 처음으로 모든 인종에게 투표권이 주어진 1994년 4월 27일 남아프리카 공화국 총선거를 9일 앞둔 날이었다. 그와 다른 사진작가들은 평화유지군과 ANC 사이의 충돌을 취재하는 중이었다. 평화유지군은 오스터브룩과 뱅뱅 클럽의 다른 멤버인 그렉 마리노비치를 향해 발포했다.
1995년 7월, 남아프리카공화국은 오스터브룩의 죽음에 대한 15개월간의 검시를 시작한다. 수많은 증거들과 탄도학이 평화유지군만이 그를 쏘아 죽일 수 있을 정도로 가까웠다는 것을 증명했다. 하지만 행정 담당자는 오스터브룩의 죽음에 대한 책임이 있는 사람을 찾을 수 없다고 결론을 내렸다. 하지만 1999년 1월, 켄의 절친한 친구였던 그렉 마리노비치는 오스터브룩이 사망한 날 토코자에서 전투를 벌인 평화유지군 중 하나인 Brian Mkhize를 만나게 되었다. Mkhize는 처음에는 호스텔에서 사격을 하던 잉카타의 지지자가 벌인 일이라고 주장했다. 하지만 1999년 2월 14일, 공포와 패닉에 차서 평화유지군이 생각도 없이 사격을 했다는 것을 인정하였다. 그는 "나는 어딘가에서 어떻게든 ... 나는 어딘가에서 우리 중 누군가가 당신의 형제를 죽였다고 생각합니다 ㅡ 그건 우리의 짓이었어요."라고 말했다.
케빈 카터는 " ... 내가 운이 좋다면 켄의 곁에 가있을 것이다."라는 유서를 남겼다.
오스터브룩의 삶과 사진은 마이클 니콜이 쓴 The Invisible Line: The life and photography of Ken Oosterbroek에 남아있다.

## 수상경력
오스터브룩은 올해의 남아프리카 보도 사진작가 후보에 세 번 올랐으며, 1992년 월드 프레스 포토 일반 뉴스 카테고리에서 2등 상을 수상했다.

## 가족관계
오스터브룩은 1991년 저널리스트 모니카 오스터브룩(née Nicolson)과 결혼했다. 1989년 다른 사람과의 사이에서 태어난 딸 Tabitha가 있다.

## 참고 문헌
- Marinovich, Greg; Silva, João (2000년 9월 20일). 《The Bang-Bang Club: Snapshots from a Hidden War》 (영어). Basic Books. ISBN 0465044123.
- Nicol, Michael (1998). 《The Invisible Line: The Life and Photography of Ken Oosterbroek》 (영어). Kwela Books. ISBN 0795700695.